# Black Country Rock
«Black Country Rock» es una canción escrita por el músico británico David Bowie para el álbum The Man Who Sold the World, el cual fue publicado en noviembre de 1970 en los Estados Unidos y en abril de 1971 en Reino Unido. Más tarde apareció como el lado B del sencillo "Holy Holy" en el Reino Unido en enero de 1971.
"Black Country Rock" ha sido descrita como un "respiro" de la pesadez musical y temática del resto del álbum. Su estilo ha sido comparado con el de T. Rex, contemporáneo de Marc Bolan, hasta el vibrato imitativo de Bowie en el último verso. De Acuerdo con el productor Tony Visconti, Bowie tenía lista para el comienzo de sesiones, pero las palabras fueron adición de último momento en el estudio, el cantante hizo su impresión de Bolan "espontáneamente... porque se quedó sin letras... todos pensamos que era genial, así que se quedó."

## Otros lanzamientos
- La canción fue publicado como lado B del lanzamiento de sencillo de "Holy Holy" en enero de 1971.[2]
- La canción fue publicado como lado B del lanzamiento en Portugal de "Life on Mars? en junio de 1973.[6]
- La canción aparece en la banda sonora de la película de 2010, The Kids Are All Right.[7]
- La canción ha aparecido en numerosos álbumes compilatorios de Bowie:
  - Best of David Bowie (1974)
  - Starman (1989)
  - Sound + Vision (1989)

## Otras versiones
- T. Tex Edwards and the Swingin' Cornflake Killers – Only Bowie (1995) y Up Against the Floor (1998)
- Claws of Paradise – Hero: The Main Man Records Tribute to David Bowie (2007)
- Big Drill Car – A Never Ending Endeavor (2009)

## Créditos
Créditos adaptados desde las notas del álbum.
- David Bowie – voz principal, guitarra acústica
- Mick Ronson – guitarra eléctrica, piano
- Tony Visconti – bajo eléctrico
- Woody Woodmansey – batería
- Ralph Mace – sintetizador Moog